# Thomas W. Ferry

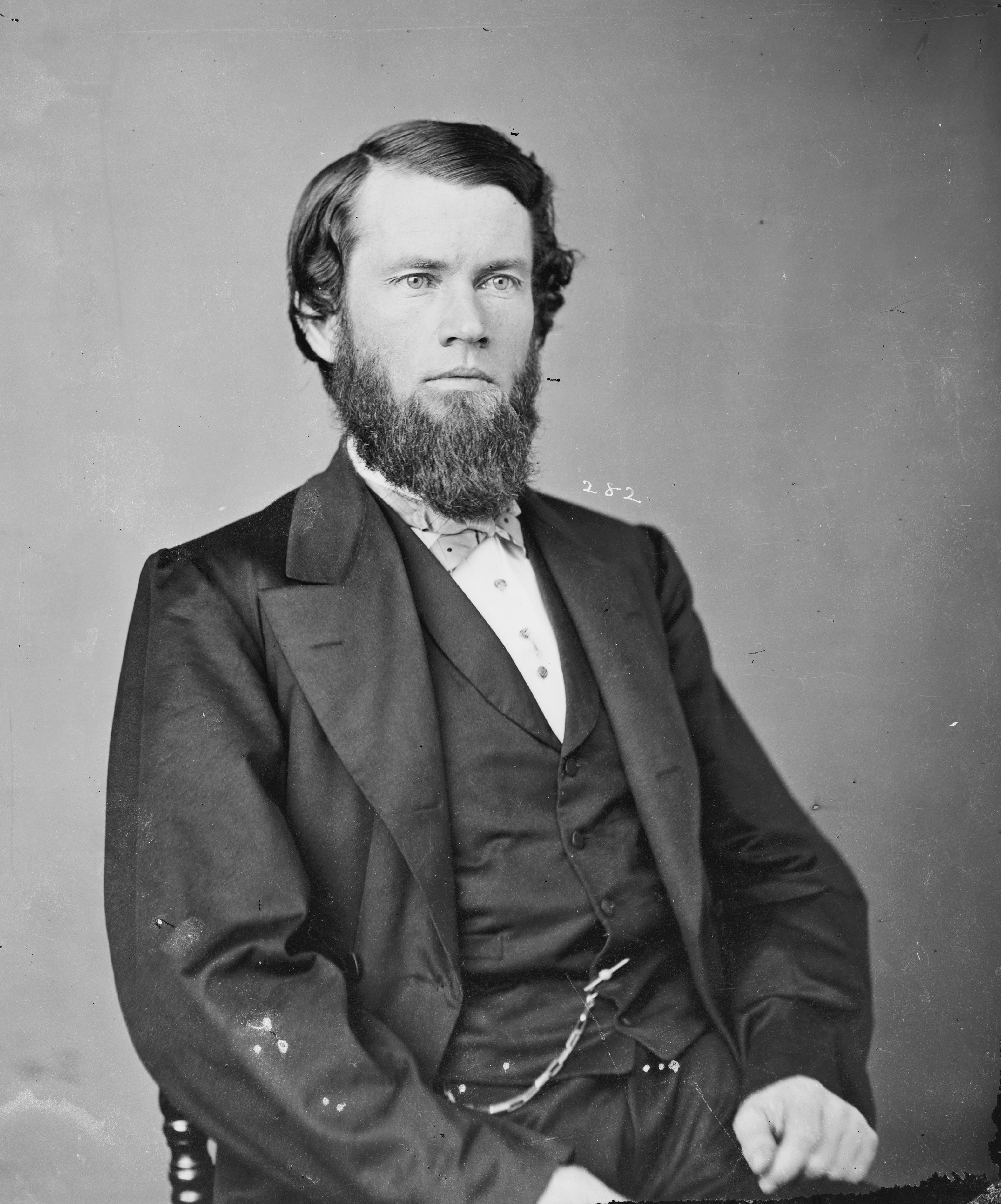
Thomas W. Ferry

Thomas White Ferry (* 10. Juni 1827 auf Mackinac Island, Michigan; † 13. Oktober 1896 in Grand Haven, Michigan) war ein US-amerikanischer Politiker (Republikanische Partei), der den Bundesstaat Michigan in beiden Kammern des Kongresses vertrat.

## Leben
Zur Zeit von Thomas Ferrys Geburt war sein Vater, der Reverend William Montague Ferry, als presbyterianischer Geistlicher auf Mackinac Island tätig. Er leitete dort gemeinsam mit seiner Frau Amanda eine Missionsschule. Auf der Insel im Huronsee war damals neben einer Militärgarnison auch das Hauptdepot von John Jacob Astors American Fur Company untergebracht. Später zog die Familie dann nach Grand Haven, wo der junge Thomas die öffentlichen Schulen besuchte und eine Beschäftigung im kaufmännischen Bereich fand. Von 1843 bis 1845 arbeitete er als Verkäufer in einem Geschäft in Elgin (Illinois), ehe er nach Michigan zurückkehrte.

## Politik
Von 1850 bis 1852 gehörte Ferry dem Repräsentantenhaus von Michigan an; 1856 saß er im Staatssenat. Nach dem Bürgerkrieg nahm er 1866 als Delegierter an der National Union Convention in Philadelphia teil, bei der jedoch das Ziel verfehlt wurde, mit der National Union Party dauerhaft eine Partei der nationalen Einheit zu bilden. Als Republikaner wurde Ferry 1865 Abgeordneter im Repräsentantenhaus der Vereinigten Staaten, wo er bis zum 3. März 1871 verblieb. Er wurde auch bei der Wahl im Jahr 1870 bestätigt, kurz darauf aber durch das Parlament von Michigan zum US-Senator gewählt. Nach einer Wiederwahl konnte er dieses Mandat bis zum 3. März 1883 wahrnehmen; ein dritter Anlauf schlug 1882 fehl. Ferry war der erste Politiker, der sowohl beiden Kammern der Michigan State Legislature als auch beiden Kammern des Kongresses angehörte. Als zweite Person traf dies erst im Januar 2001 auf Debbie Stabenow mit ihrer Wahl in den US-Senat zu.
Im Senat fungierte Ferry vom 9. März 1875 bis zum 17. März 1879 als Präsident pro tempore. Somit stand er in der Nachfolge von Präsident Ulysses S. Grant nach dem Tod von dessen Vizepräsident Henry Wilson am 22. November 1875 an erster Stelle. Nach eigener Ansicht war er einen Tag lang Präsident: am 4. März 1877. An jenem Sonntag war Ulysses S. Grant bereits kein Präsident mehr, während sein Nachfolger Rutherford B. Hayes erst am folgenden Montag offiziell in sein Amt eingeführt werden sollte. Allerdings legte Hayes seinen Amtseid bereits am 4. März im Rahmen einer privaten Zeremonie ab, was den Anforderungen der Verfassung genügte.
Ferry stand im Senat ferner dem Committee on Rules und dem Postausschuss vor. Zudem führte er den Vorsitz während der Anhörungen zum Impeachment von Kriegsminister William W. Belknap; er leitete auch die Sitzungen der Electoral Commission, die nach der umstrittenen Präsidentschaftswahl 1876 das endgültige Ergebnis zu ermitteln hatte.